# Eric Kandel
Eric Richard Kandel (Bécs, 1929. november 7. –) osztrák-amerikai pszichiáter, neurofiziológus. 2000-ben Arvid Carlssonnal és Paul Greengarddal megosztva elnyerte az orvostudományi Nobel-díjat "az idegrendszer szignáltranszdukciós folyamatainak felfedezéséért".

## Tanulmányai
Galíciai eredetű zsidó családban született. Apja, Hermann Kandel a Lemberg melletti Oleszkóban született, az első világháború alatt az osztrák hadseregben harcolt, majd a háború után Bécsben játékboltot nyitott. 1923-ban vette feleségül Eric anyját, a kolomijai származású Charlotte Zimelset. Eric abba az elemi iskolába járt, ahová öt évvel idősebb bátyja, Lewis is.
1938 tavaszán Németország annektálta Ausztriát és megkezdődtek a zsidóüldözések. A Kristályéjszaka során a boltjukat kifosztották. 1939 elején a családnak sikerült Belgiumba menekülnie, majd hajón New Yorkba utaznia, ahol Eric anyai nagyapja fogadta be őket. Hamarosan a saját lábukra álltak, Hermann Kandel előbb egy fogkefegyárban dolgozott, majd ruhaboltot nyitott.
Eric előbb a nagyapjától majd egy brooklyni jesivában részesült vallásos oktatásban. A középiskolát az Erasmus Hall High School-ban végezte. Kandel történésznek készült és 1948-ban sikerült bejutnia a Harvard Egyetemre. Szakdolgozatának témája "Három német író: Carl Zuckmayer, Hans Carossa és Ernst Jünger viszonya a nemzetiszocializmushoz" volt. A Harvardon kezdte el érdekelni a tanulás és az emlékezés pszichológiája, különösen miután megismerkedett egyik csoporttársa, a szintén Bécsből menekült Anna Kris szüleivel, akik Freud pszichoanalízisét gyakorló orvosok voltak. Az ő hatásukra úgy döntött, hogy pszichiáter lesz és 1952-ben beiratkozott a New York-i Egyetem orvosi szakára. Orvosi tanulmányai során kezdett el neurofizológiai kísérleteket végezni és az agy biológiai működését tanulmányozni. 

## Munkássága
1956-ban megszerezte orvosi doktorátusát, egy évvel később pedig a National Institutes of Health (NIH) idegélettani laboratóriumában kezdett el dolgozni. Miután William Scoville és Brenda Milner leírt egy beteget, aki a hippokampusza eltávolítás után elvesztette emlékezetét, Kandel a hippokampusz piramissejtjeinek elektromos aktivitását kezdte kutatni. Bár érdekes ritmusszabályozó és gátló hatásokra bukkant, a memóriával kapcsolatosan nem sikerült előbbre jutnia. Egyúttal rájött, hogy az akkor alkalmazott módszerekkel nem lehet részletesen felmérni egy olyan rendkívül bonyolult szervet, mint az emberi agy.
1962-ben befejezte pszichiáteri rezidentúráját és párizsi tanulmányútja során rájött, hogy a kaliforniai tengeri nyúl (Aplysia californica) a maga kisszámú és nagy méretű idegsejtjeivel ideális modellszervezet a kutatásaihoz. 1965-ben közzétette első eredményeit, melyben bebizonyította, hogy a tanulás a szinaptikus kapcsolatok változásával jár.
1965-től a New York-i Egyetem élettani és pszichiátriai tanszékének tanára, 1974-től pedig a Columbia Egyetem professzora volt. Kimutatta a tengeri nyúl kopoltyúreflexének habituációját és annak élettani mechanizmusát. 1966-tól munkatársaival elkezdte a tanulás folyamán a neuronban végbemenő biokémiai változások vizsgálatát. 1972-ben bebizonyította, hogy a rövid távú memória kialakulása a ciklikus AMP termelődésével jár együtt. Két évvel később felfedezte, hogy ennek közvetlen kiváltó oka a szerotonin neurotranszmitter sejthez való kapcsolódása. 1980-ban Paul Greengarddal közösen kimutatták, hogy a szerotonin hatását a sejten belül más molekulákat foszforiláló protein-kinázok közvetítik. A 80-as években Kandel laboratóriuma azokat a fehérjéket kutatta, amelyek a rövid távú memóriákat hosszú távúakká változtatják. 

## Díjai

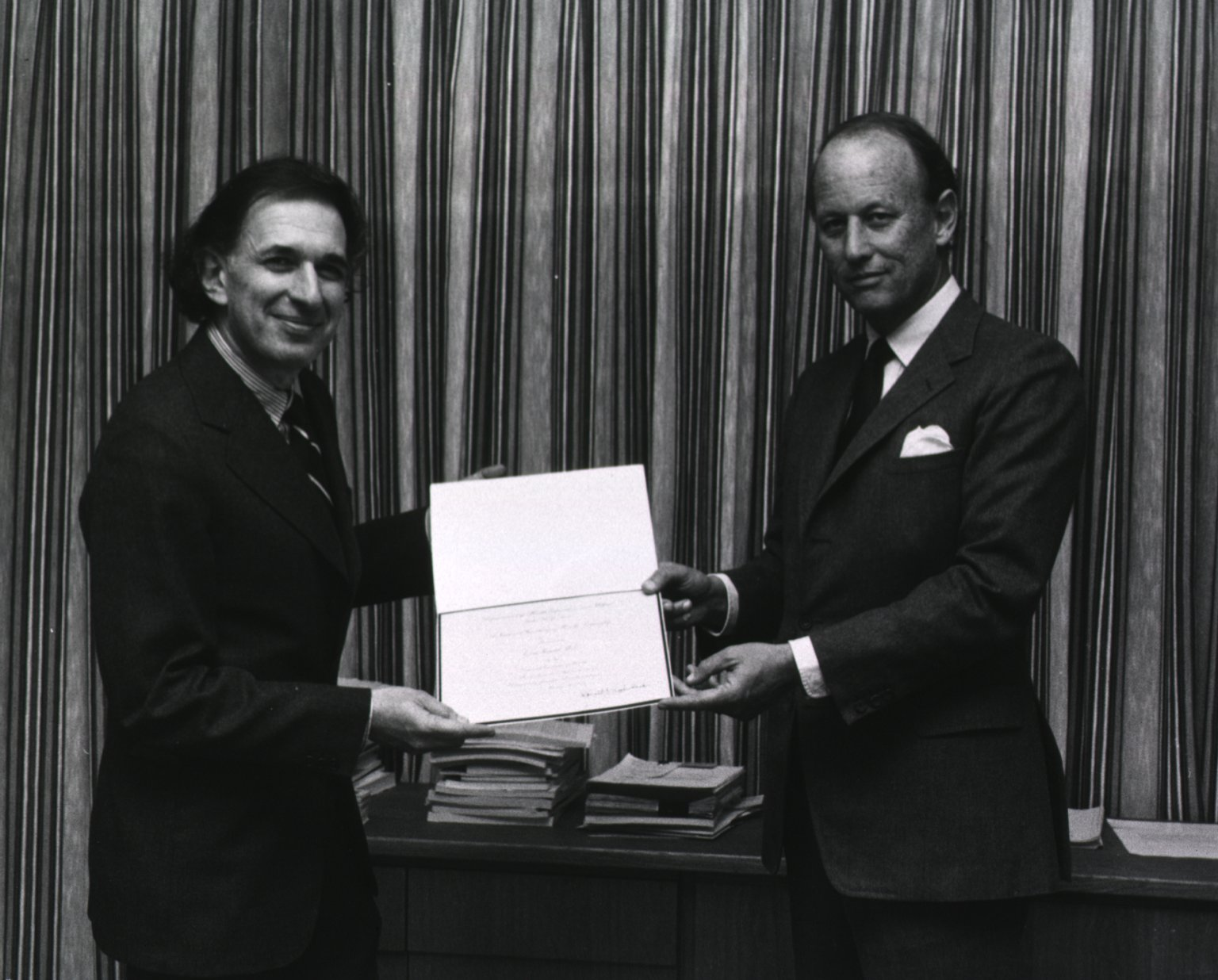
Eric Kandel (balra) és Donald S. Fredrickson, a NIH igazgatója (jobbra) 1978-ban

Eric R. Kandel 2000-ben – Arvid Carlssonnal és Paul Greengarddal közösen – megkapta az orvostudományi Nobel-díjat az idegsejten belüli jelátvitel felfedezéséért. Ezenkívül számos egyéb kitüntetésben részesült:
- Albert Lasker-díj az orvosi alapkutatásért (1983)
- A Gairdner Alapítvány nemzetközi díja (1987)
- Nemzeti Tudományos Érem (1988)
- Harvey-díj (1993)
- Wolf-díj
- Osztrák Tudományos és Művészeti Érdemrend (2005)
- Bécs városának Viktor Frankl-díja (2008)
- Az Osztrák Köztársasági Érdemrend ezüst nagykeresztje a csillaggal (2012)
- Pour le Mérite

Tagja a Leopoldina Német Természettudományi Akadémiának (1989) és a Royal Societynek (2013).

## Családja
Eric Kandel 1956-ban házasodott össze Denise Bystrynnel, akitől két gyermeke született: Paul (sz. 1961) és Minouche Kandel (sz. 1965).